# Rhinichthys osculus
Rhinichthys osculus är en fiskart som först beskrevs av Girard, 1856. Arten ingår i släktet Rhinichthys, och familjen karpfiskar. Inga underarter finns listade i Catalogue of Life.